# Триумфальная арка императора Максимилиана I
Триумфальная арка императора Максимилиана I (нем. Die Ehrenpforte Maximilians I — «Почётные ворота Максимилиана I») — выдающееся произведение искусства эпохи Северного Возрождения, созданное в 1512—1515 годах в Нюрнберге, — ксилография (гравюра на дереве), выполненная по заказу императора Максимилиана I многими гравёрами под руководством и по проекту выдающегося художника Альбрехта Дюрера. Первое издание было опубликовано в 1517 году при жизни императора, второе — в 1526 году, через семь лет после его смерти.
Представляет собой монументальную гравюру, составленную из ста девяноста двух досок. Напечатана на тридцати шести больших листах бумаги, которые склеивали в один огромный лист размером 295 × 357 см. В результате получилась самая большая гравюра из когда-либо созданных. Она предназначалась для вывешивания или наклеивания на стены в ратушах и аристократических дворцах.
«Триумфальная арка», или «Почётные ворота», представляет собой только часть триптиха из огромных гравюр, созданных для Максимилиана, остальные две части — «Триумфальное шествие» (Triumphzug; фриз из 137 деревянных досок общей длиной 54 метра) и «Большая триумфальная колесница» (Triumphwagen; создана в 1522 году из 8 досок, вместе: 2,44 × 46 см).
Из всех гравюр только «Арка» была завершена при жизни Максимилиана и распространена в пропагандистских целях, как он и пожелал. Вместе эта серия была названа американским историком искусства Х. Майором «программой бумажного величия». «Император, — писал М. Я. Либман, — любил выступать в роли „последнего рыцаря“ в век гибели старых феодальных устоев. Вместе с тем он не был чужд новым веяниям в искусстве, науке и технике. Поэтому, когда Максимилиан задумал прославить себя триумфальной аркой, он заказал её гравюру. Эта бумажная арка находила себе дорогу в самые отдалённые места, и не надо было куда-то ехать, чтобы её лицезреть».
Отпечатки предполагалось раскрашивать вручную, но только два комплекта оттисков из первого издания сохранились с подлинной раскраской. Они хранятся в Берлине и Праге.
Композиция «арки» представляет собой изображение триумфальных ворот наподобие древнеримских, но необычайно вычурной архитектуры в стиле фламандско-германского маньеризма, разработанной тирольским архитектором и придворным художником-декоратором императора Йоргом Кёльдерером вместе с придворным историком и математиком Иоганном Стабием (Йоханнесом Стабиусом). «Арка» имеет три портала, увенчана причудливой формы куполами.
Предполагается, что на эту композицию повлияла гравюра на шести досках «Вид Венеции с высоты птичьего полёта» (общий размер: 1,315 x 2,818 м), созданная Якопо де Барбари в 1498—1500 годах и опубликованная в Нюрнберге издателем Антоном Кольбом (Барбари в эти годы жил и работал в Германии).
Рисунки для резчиков выполняли помимо Альбрехта Дюрера его брат Ханс, ученики Вольф Траут и Ханс Шпрингинклее, Альбрехт Альтдорфер. Лицевая поверхность «арки» усеяна множеством гербов, фигур, сюжетных сцен и пространных надписей. Резчиком был Иероним Андреа. Надписи вырезал нюрнбергский типограф Иоганн Нойдёрфер Старший. В первом издании между 1517 и 1518 годами было напечатано около 700 экземпляров и распространено в качестве подарков главным образом городам и князьям Священной Римской империи. Копии этого первого издания хранятся в Британском музее в Лондоне, Альбертине в Вене, в музеях Берлина, Копенгагена и Праги.
Эрцгерцог Фердинанд, внук Максимилиана, а затем преемник императора, санкционировал печать второго издания с 1526 по 1528 год. Третье издание было опубликовано в 1559 году его сыном Карлом.
Иконографическая программа этой композиции «сложна и запутанна» (М. Я. Либман). Центральная арка называется «Честь и могущество», левая — «Хвала», а правая — «Благородство». Каждая арка проиллюстрирована сценами, относящимися к истории императора Максимилиана, включая генеалогическое древо над центральной аркой, начиная чуть ли не с римских императоров, окруженными геральдическими щитами. Над каждой из двух боковых арок расположены двенадцать исторических сцен. Слева — бюсты императоров и королей, в том числе Юлия Цезаря и Александра Великого, а справа — предки Максимилиана. В правом нижнем углу находится линия из трёх щитов с гербами Стабиуса, Кёльдерера и Дюрера. Многие панели содержат описательный текст, а длинная надпись внизу описывает всё содержание композиции.
Гравюры, составляющие «Триумфальное шествие» общей длиной 54 метра, продолжали выполнять после смерти императора в 1519 году, но общая композиция осталась незавершенной. Было запланировано 210 гравюр размером около 41 × 37 см каждая. Замысел триумфального шествия был разработан Иоганнесом Стабиусом. Большую часть работы выполнил Ханс Бургкмайр Старший. Другими художниками были Альбрехт Альтдорфер, Ханс Шпрингинклее, Леонард Бек, Ханс Шойфеляйн, Вольф Хубер и Альбрехт Дюрер.
Триумфальное шествие можно было рассматривать в качестве фриза, но отдельные гравюры можно было переплести как книгу, в таком виде они и сохранились до наших дней. Второе и последующие издания триумфального шествия производились с 1777 года. Наиболее интересна главная гравюра этой композиции: Триумфальная колесница (Triumphwagen). Размером примерно 46 × 240 см она состоит из 8 печатных частей. После смерти Максимилиана Альбрехт Дюрер в 1522 году опубликовал триумфальную колесницу как отдельный эстамп с сопроводительным немецким текстом Виллибальда Пиркгеймера. Второе издание 1523 года содержит латинский текст; затем последовали дальнейшие издания.
Изучением иконографии и символики гравюры занимался немецкий историк искусства Карл Гиелов.

## Детали гравюр

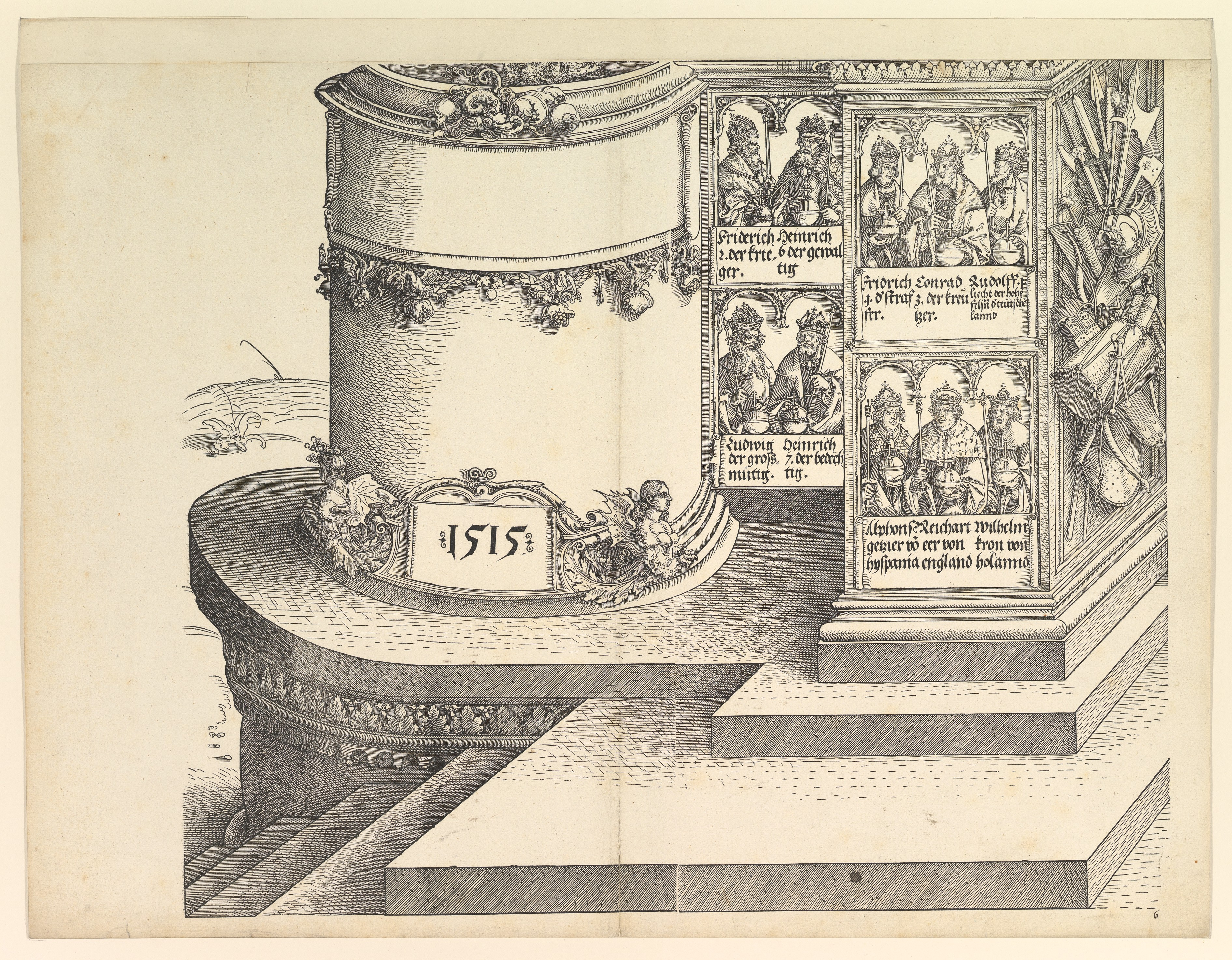
База левой опоры с датой
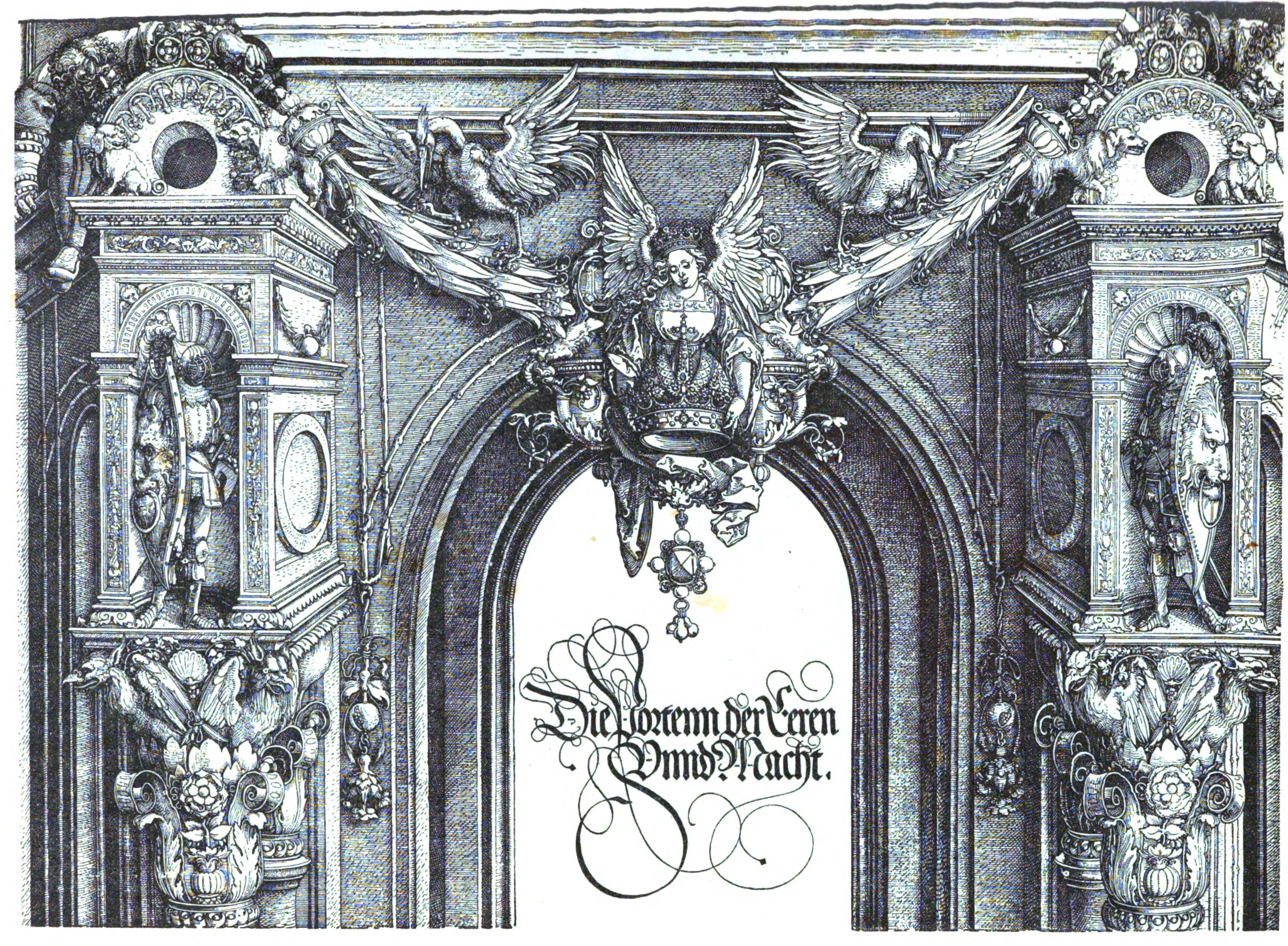
Деталь центрального портала
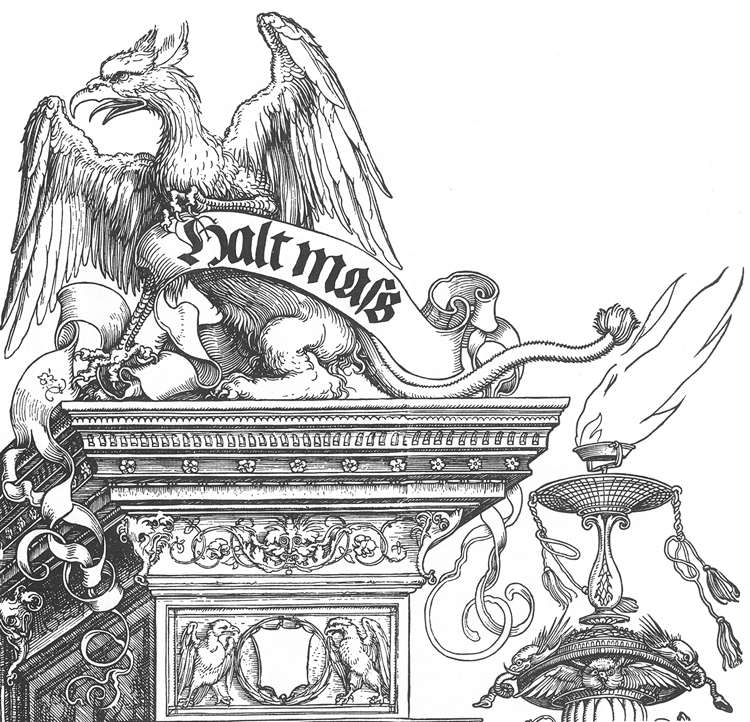
Деталь навершия правой арки
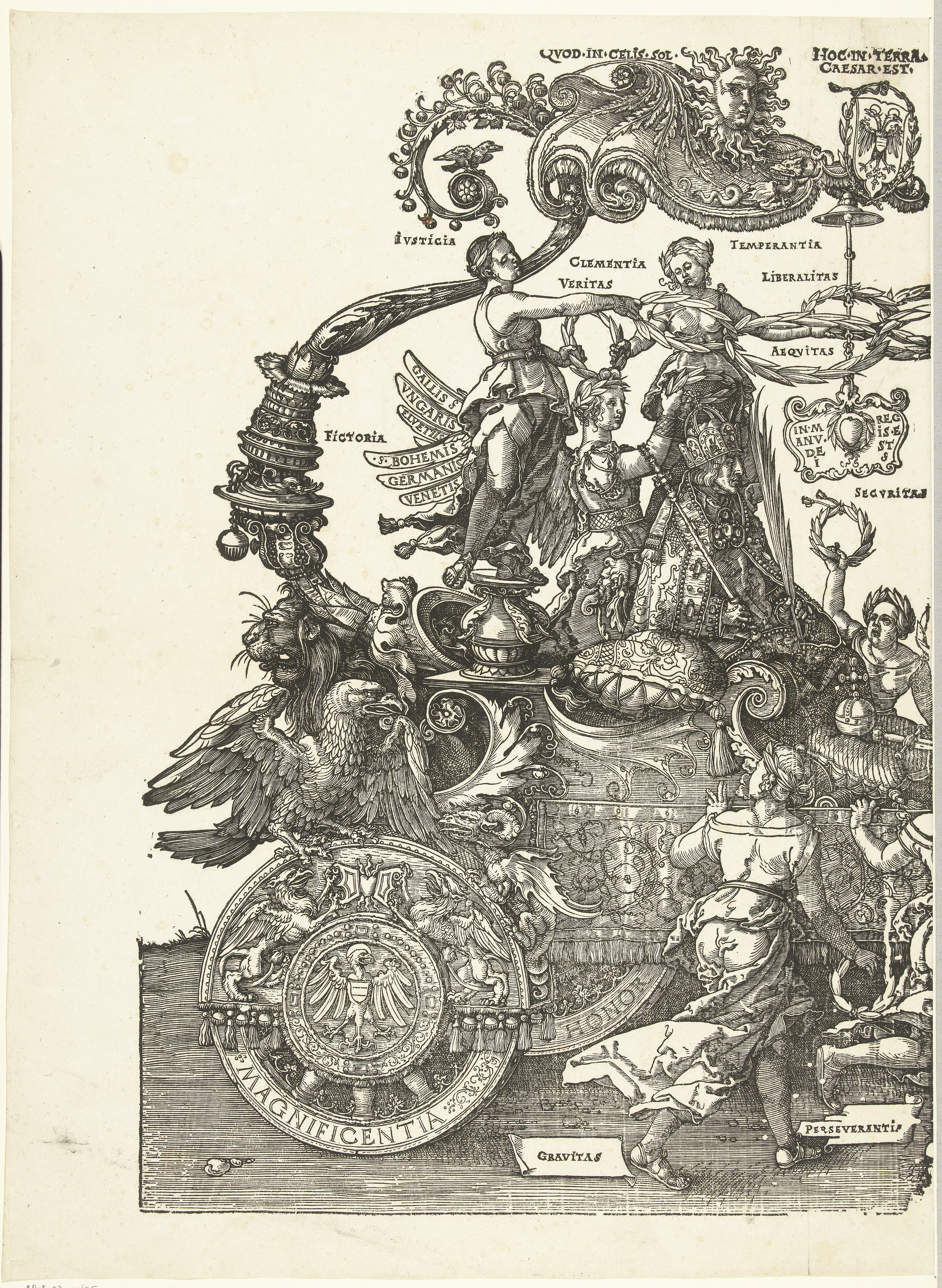
Триумфальная колесница. Левая часть
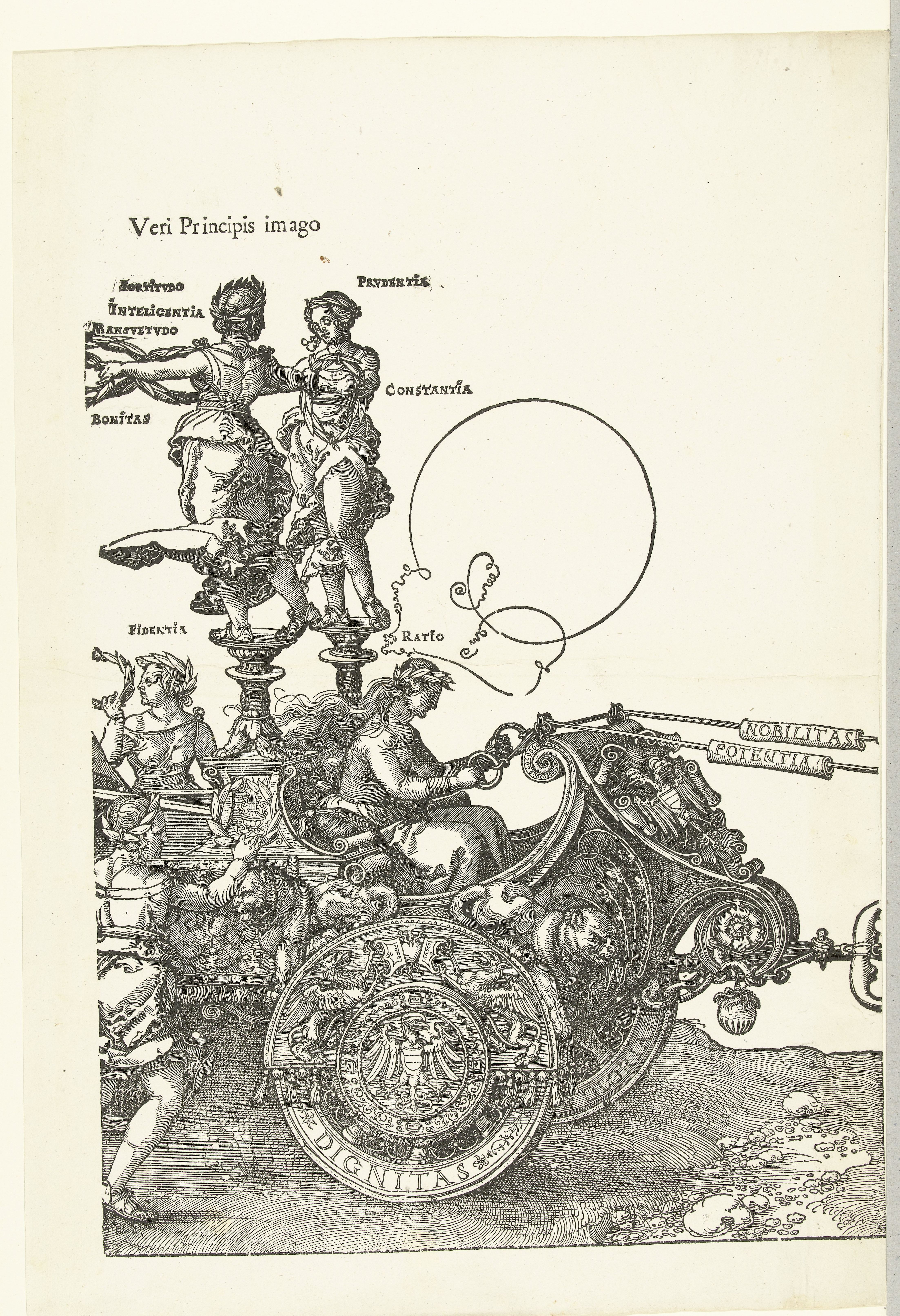
Триумфальная колесница. Правая часть
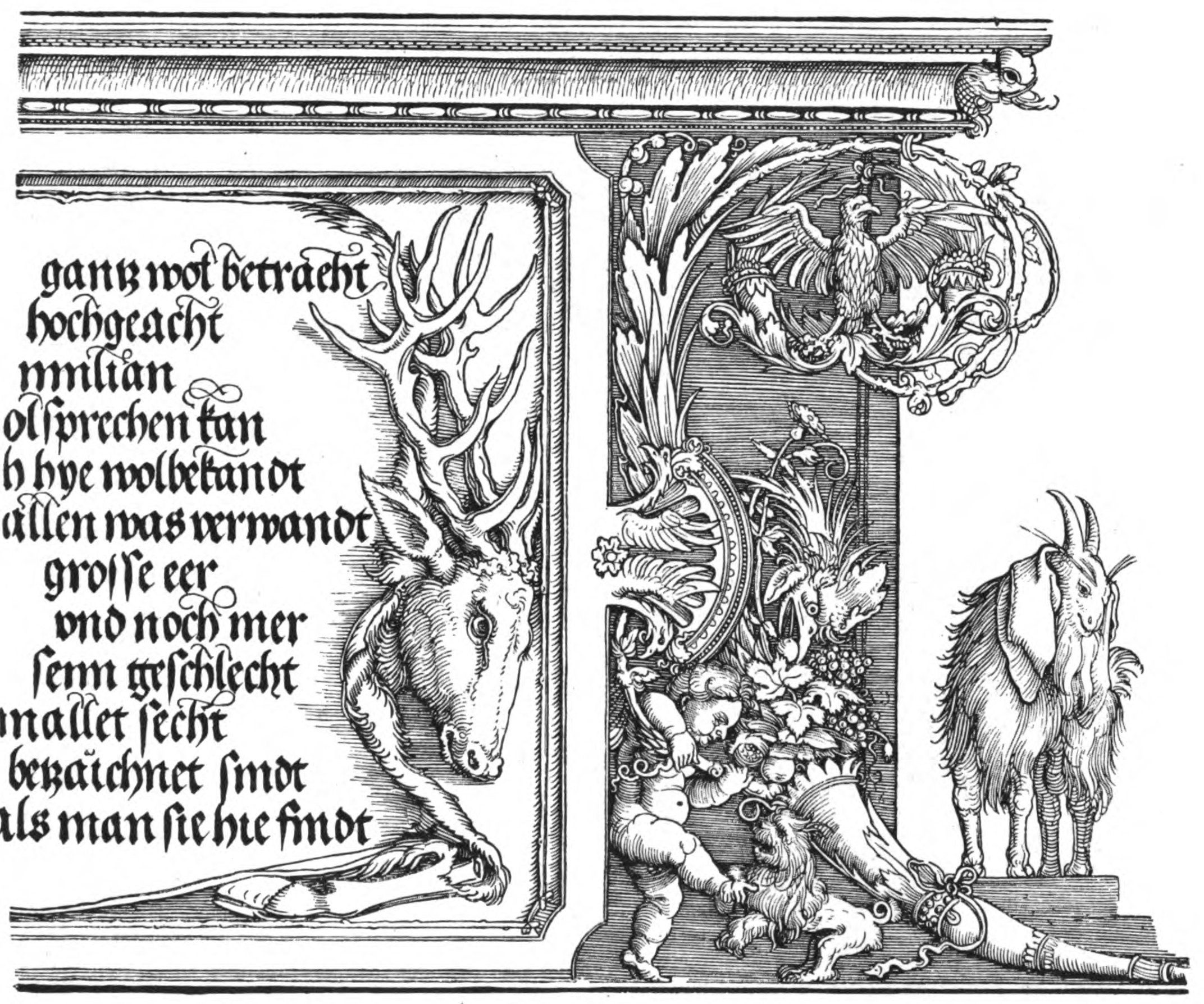
Деталь арки
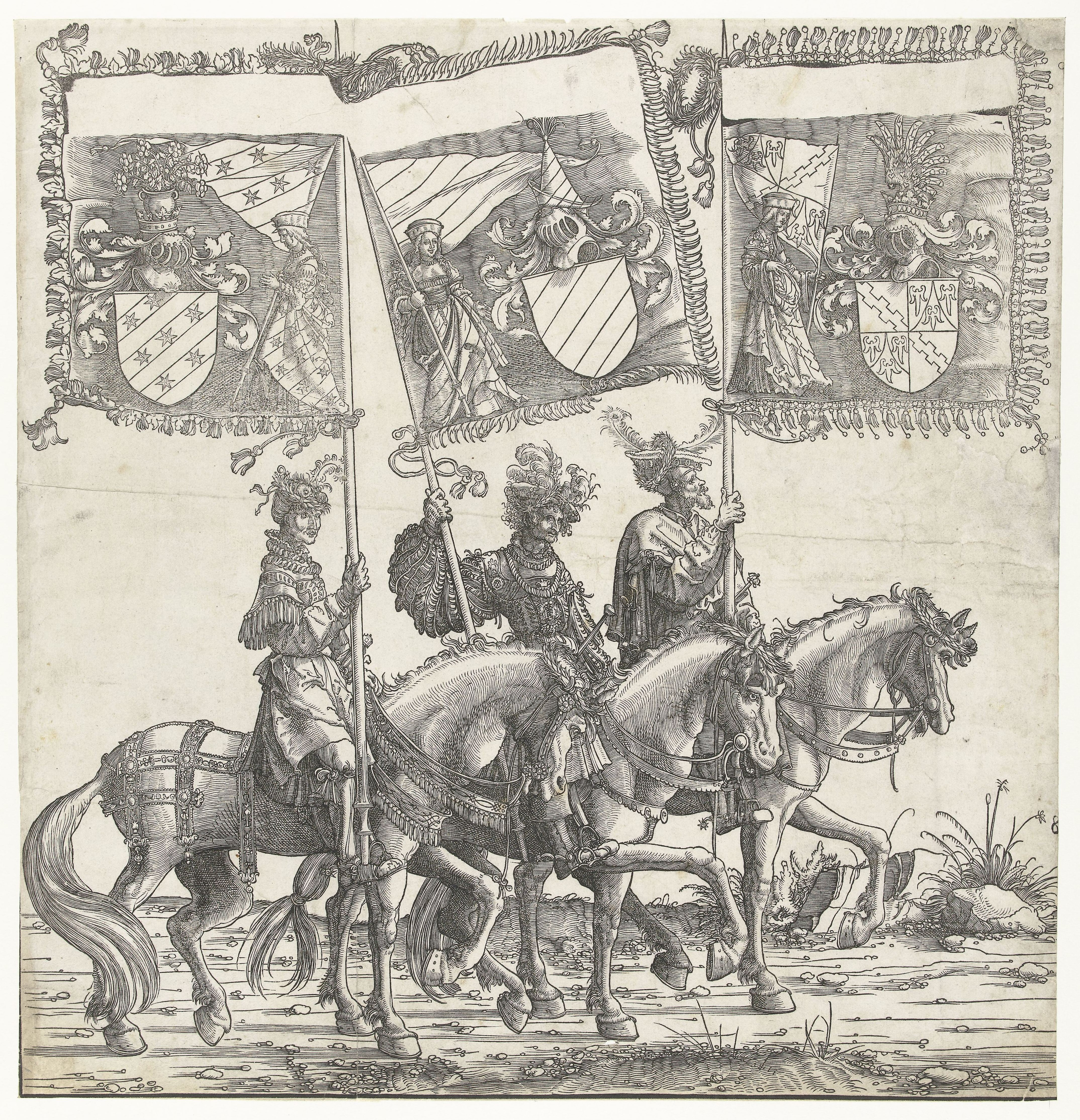
Всадники-герольды. Деталь Триумфального шествия